# Stenoptilodes stigmatica
Stenoptilodes stigmatica là một loài bướm đêm thuộc họ Pterophoridae. Nó được tìm thấy ở Colombia, Ecuador và Venezuela.
Sải cánh dài 19–20 mm. Con trưởng thành bay vào tháng 2, tháng 9 và tháng 10.